# Liboke
Pour les articles homonymes, voir Liboke (homonymie).
Un liboke (prononcer liboké), au pluriel maboke, est un plat et un mode de préparation de la nourriture dans le bassin du fleuve Congo, notamment en République démocratique du Congo et en République du Congo. Il s'agit d'une préparation mise en papillote faite de feuilles de bananier, et cuite soit au four, soit directement sur une grille mise au-dessus d'un foyer. La préparation la plus populaire est le Liboke de poisson (généralement du capitaine) mais le plat peut être aussi préparé avec du bœuf ou d'autres viandes. Le poisson ou la viande est mélangé avec des tomates, des oignons, des poivrons, de l’ail et du gingembre.

## Galerie

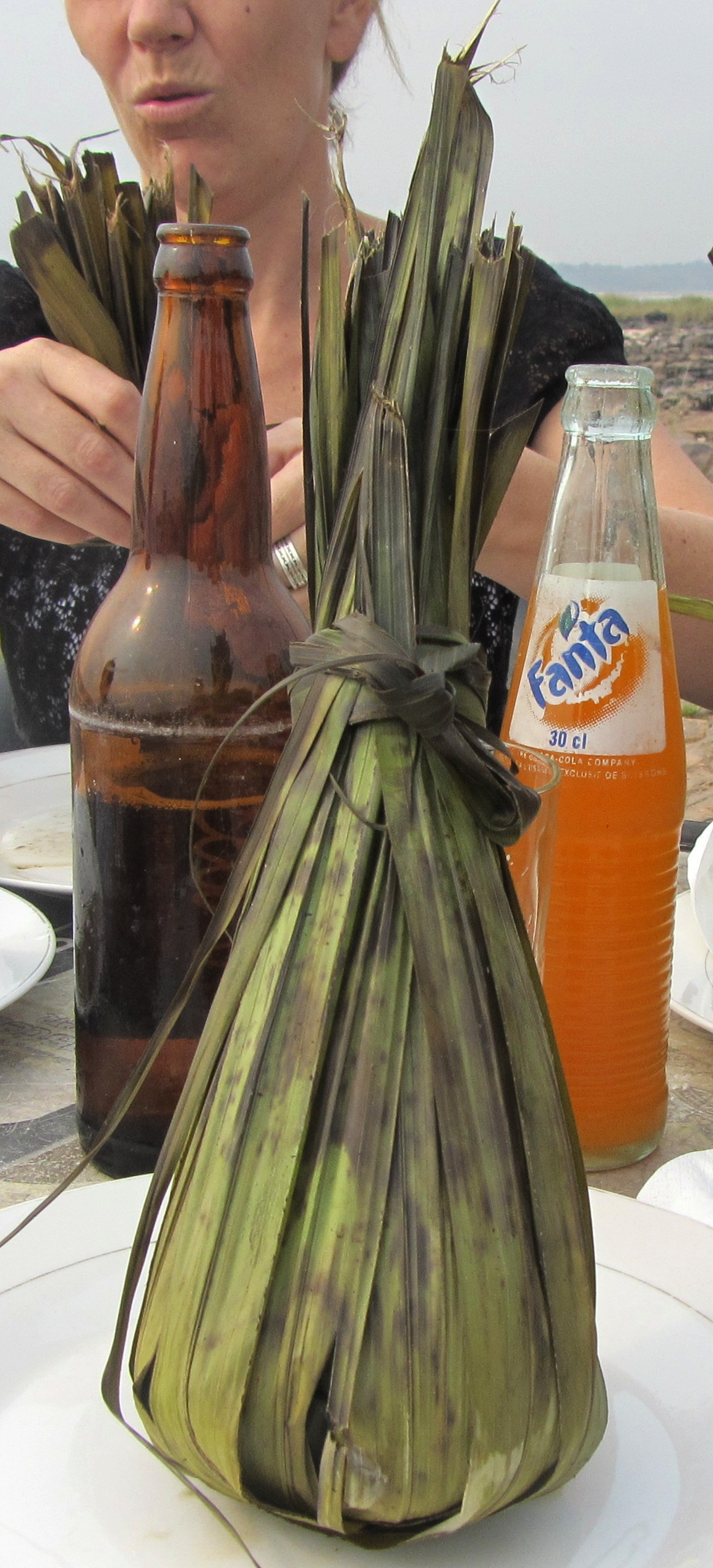
Liboke fermé
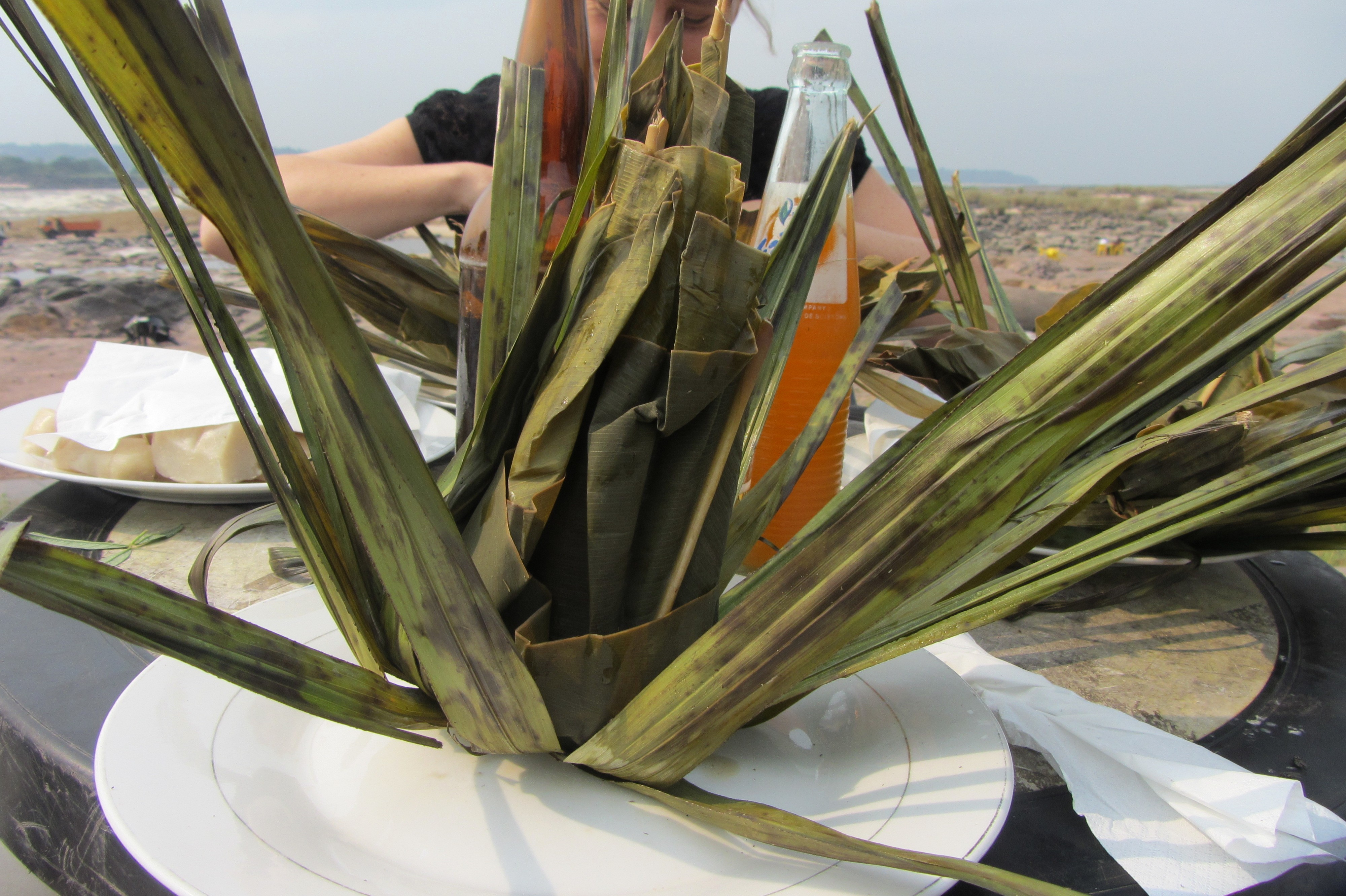
Liboke entrouvert
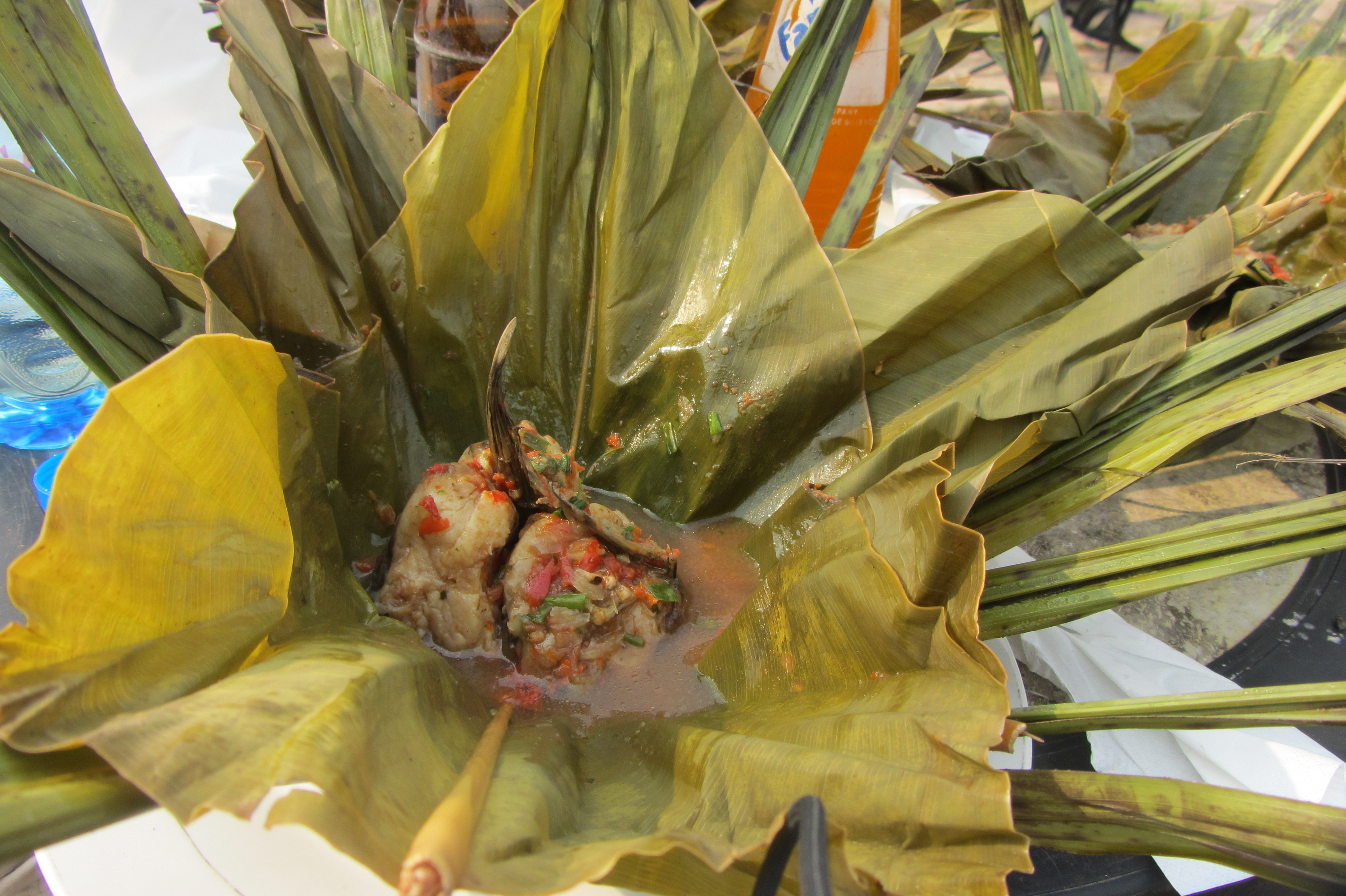
Liboke ouvert